# Antroposofiska Sällskapet
Antroposofiska Sällskapet är en organisation som arbetar med stöd till dem som är intresserade av antroposofi, en andligt orienterad filosofi. Organisationen grundades i Tyskland år 1913 av medlemmar i Teosofiska Samfundet, inkluderat Rudolf Steiner som då var generalsekreterare för samfundets avdelning i Tyskland. År 1923/24 nygrundades organisationen som Antroposofiska Sällskapet på det av Steiner designade Goetheanum, i schweiziska Dornach.